# Robert Koldewey
Robert Johann Koldewey (Blankenburg, 10 de setembro de 1855 — Berlim, 4 de fevereiro de 1925) foi um arqueólogo e arquiteto alemão famoso pelas suas escavações intensivas na antiga cidade de Babilónia, situada no que é hoje o Iraque. 
Aquela cidade foi identificada quase um século antes dos trabalhos de Koldewey por Claudius James Rich, mas Koldewey liderou trabalhos de escavação no sítio em larga escala durante quase 20 anos (entre 1899 e 1917) com resultados espetaculares. Durante os seus trabalhos foram descobertas, entre outras, as fundações do zigurate (Etemenanki) e a Porta de Istar. A ele se devem várias técnicas modernas de arqueologia, nomeadamente um método para identificar e escavar arquitetura de adobe. Esta técnica foi particularmente útil nas escavações que levou a cabo no que possivelmente foram os Jardins Suspensos da Babilónia, construídos c. 580 a.C. praticamente só com tijolos não cozidos.

## Biografia
Depois de frequentar uma escola secundária em Brunsvique, Koldewey mudou-se com a sua família para Altona (atualmente um subúrbio de Hamburgo) em 1869, onde frequentou o Christianeum e fez o abitur (exame final do ensino secundário) em 1875.
Apesar de ter estudado arquitetura e história de arte em Berlim e Viena, abandonou essas universidades sem ter chegado a obter qualquer grau académico, pelo que foi um historiador e arqueólogo da área clássica autodidata. Em 1882 foi contratado para participar numa escavação em Assos, na Turquia, onde aprendeu vários métodos de escavação. Foi um arqueólogo praticante durante a maior parte da sua vida, tendo participado e liderado muitas escavações, nomeadamente na Ásia Menor, Grécia e Itália, além do Iraque. Depois da sua morte foi fundada a Sociedade Koldewey, com o objetivo de registar, classificar e preservar os seus trabalhos de arquitetura.